# Harry Holden
Harry Jack Holden es un personaje ficticio de la serie de televisión australiana Home and Away. Harry apareció por primera vez en el 2009 y su última aparición fue el 11 de agosto de 2010. Harry fue interpretado por Kai Macneill, Aston Beresford y Matthew Lewis; anteriormente fue interpretado por otros infantes entre ellos Caden Paul, Keaton Ducas, James Row, Max Guazzarotto, James Mathur, Henry Fredrick, Luella Tomkins y Hendrix Green desde el 2009.

## Biografía
Harry nació en el 2009, es el hijo de Tony Holden y Rachel Armstrong y medio hermano de Jack y Lucas Holden. 
Cuando sus padres fueron a su segunda cita esta fue interrumpida cuando Irene Roberts les dijo que Dan Baker había muerto. Poco después la relación de sus padres comenzó a avanzar pero esta se vio amenazada cuando Jazz Curtis la exnovia de Tony, trató de recuperarlo. 
Tony le propuso matrimonio a Rachel en el Diner, quien al inicio quedó sorprendida, pero aceptó. Poco después de platicar con Rachel acerca de iniciar una familia juntos, Tony asistió al médico para hablar acerca de la revertir su vasectomía, pero el doctor le dijo que aunque se la hiciera era muy probable que no pudiera tener más hijos, lo que dejó a Rachel devastada. Tony le dijo que pensara si quería estar con él, ya que él no podía darle la familia que ella quería, sin embargo antes de que Rachel pudiera decidirse, Tony canceló la boda, pero regresaron cuando Rachel le dijo que ella quería estar con él sin importar lo demás, poco después Tony se hizo la reversión.
El día de la boda de sus padres, Rachel desapareció y Tony y su mejor amiga Leah Patterson - Baker pensaron que Rachel se había escapado con Hugh. Sin embargo luego se reveló que Rachel junto con Belle Taylor y Larry habían sido secuestrados por el hijo de Larry, Aden Jefferies, quien acusaba a su padre de haber permitido que su abuelo lo violara cuando era pequeño. Luego de salir sanos y salvos Rachel quedó destrozada cuando se enteró de que Tony y Leah habían pensado que se había fugado con Hugh y había dejado plantado a Tony en el altar. Poco después Tony y Rachel regresaron, pero la felicidad se vio amenazada cuando Bridget Simmons llegó a Summer Bay y Tony le reveló a Rachel que había dormido con ella cuando pensó que ella lo había dejado plantado, a pesar de que al inicio Rachel se sintió traicionada, luego de hablar con Martha MacKenzie - Holden perdonó a Tony y continuaron su relación.
Poco después de varios intentos, Rachel quedó embarazada y ambos quedaron encantados con la noticia. 

Sin embargo la felicidad no duró mucho, luego de que su medio hermano Jack Holden fuera asesinado mientras se encontrada trabajando, la muerte de Jack dejó a su esposa Martha y a su padre devastados; Tony comenzó a alejarse de Rachel y a mostrar poco interés en su nuevo hijo, pero con la ayuda de amigos y familiares Tony se recuperó, poco después sorprendió a Rachel proponiéndole de nuevo matrimonio en el hospital y ella aceptó.
Sus padres se casaron en la granja de Martha y poco después le dieron la bienvenida al nuevo miembro de la familia. El día de su nacimiento Tony se encontraba en la fiesta de Aden cuando recibió una llamada pero no la atendió. Poco después de que le avisaran que Rachel estaba en el hospital a punto de dar a luz, Tony fue y llegó justo a tiempo para ver el nacimiento de su hijo. Cuando Harry nació tuvo algunos problemas para respirar pero luego se mejoró, sin embargo poco después fue secuestrado por Jane Avent, una paciente que culpaba a Rachel por la muerte de su hijo, sin embargo luego de unos días todo volvió a la normalidad cuando Harry fue devuelto a sus padres.
Harry apareció por última vez el 11 de agosto de 2010 luego de que sus padres decidieran mudarse de Summer Bay para que así Rachel tomara un trabajo en un hospital de Boston.